# Bolboschoenus
Bolboschoenus es un género  de plantas herbáceas de la familia Cyperaceae con 15 especies aceptadas.

## Taxonomía
El género fue descrito por (Asch.) Palla y publicado en Synopsis der Deutschen und Schweizer Flora 3(16): 2531. 1905. La especie tipo es: Bolboschoenus maritimus (L.) Palla
Etimología
Bolboschoenus: nombre genérico que deriva de las palabras griegas: bólbos = "bulbo, cebolla" y Schoenus = "un género relacionado".

## Especies aceptadas
A continuación se brinda un listado de las especies del género Bolboschoenus aceptadas hasta febrero de 2014, ordenadas alfabéticamente. Para cada una se indica el nombre binomial seguido del autor, abreviado según las convenciones y usos.
- Bolboschoenus caldwellii (V.J.Cook) Soják
- Bolboschoenus capensis (Burm.f.) Holub
- Bolboschoenus fluviatilis (Torr.) Soják
- Bolboschoenus glaucus (Lam.) S.G.Sm.
- Bolboschoenus grandispicus (Steud.) Lewej. & Lobin
- Bolboschoenus koshevnikovii (Litv.) A.E. Kozhevn.
- Bolboschoenus laticarpus Marhold, Hroudová, Duchá?ek & Zákr.
- Bolboschoenus maritimus (L.) Palla
- Bolboschoenus medianus (V.J.Cook) Soják
- Bolboschoenus nobilis (Ridl.) Goetgh. & D.A.Simpson
- Bolboschoenus novae-angliae (Britton) S.G.Sm.
- Bolboschoenus planiculmis (F.Schmidt) T.V.Egorova
- Bolboschoenus robustus (Pursh) Soják
- Bolboschoenus stagnicola (Raymond) Soják
- Bolboschoenus yagara (Ohwi) Y.C.Yang & M.Zhan